# Eguchipsammia japonica
Espèce
Statut CITES
Eguchipsammia japonica est une espèce de coraux appartenant à la famille des Dendrophylliidae.